# Anoka (Nebraska)
Anoka je selo u američkoj saveznoj državi Nebraska. Prema popisu stanovništva iz 2010. u njemu je živjelo 6 stanovnika.